# Tipula geisha
Tipula geisha är en tvåvingeart som beskrevs av Alexander 1958. Tipula geisha ingår i släktet Tipula och familjen storharkrankar. Inga underarter finns listade i Catalogue of Life.